# Oluf Steen
Oluf Martin Christian Steen (23. září 1882 Orkdal – 15. ledna 1944) byl norský rychlobruslař.
Norských šampionátů se účastnil od roku 1900, na mezinárodních závodech se poprvé představil v roce 1903, kdy startoval na Mistrovství Evropy. Následující rok debutoval na Mistrovství světa a zvítězil na norském šampionátu. Největšího úspěchu dosáhl v roce 1909, kdy získal stříbrnou medaili na Mistrovství světa. V témže roce absolvoval své poslední závody a ukončil sportovní kariéru.